# Joseph Offenbach
Joseph Offenbach (28 de diciembre de 1904 – 15 de octubre de 1971) fue un actor alemán.

## Biografía
Su verdadero nombre era Joseph Ziegler, y nació en Offenbach del Meno, Alemania, siendo sus padres Bernhard Ziegler y Babette Goldmund. Cumplidos sus estudios de secundaria, inició un aprendizaje como guarnicionero a la vez que actuaba como aficionado y tomaba lecciones de interpretación de Alfred Auerbach en Fráncfort del Meno.
Hizo su debut teatral en 1927 en el Teatro de Zwickau, actuando después en Heidelberg, y en 1931 en el Nationaltheater de Mannheim. Aquí cambió su apellido por el de Offenbach, pues el director teatral Herbert Maisch ya tenía en el elenco otros tres actores con el apellido Ziegler. Offenbach interpretó papeles de reparto en obras como Minna von Barnhelm, Der Raub der Sabinerinnen, El cántaro roto y Dantons Tod. En 1941 pasó al Staatstheater de Múnich, continuando con pequeños papeles de reparto durante la Segunda Guerra Mundial. A lo largo de la contienda formó parte de una compañía teatral itinerante, de la cual también formaba parte Fritz Rémond junior. 
Finalizada la guerra, desde 1946 a 1966 trabajó en el Deutsches Schauspielhaus de Hamburgo, durante un tiempo bajo la dirección de Gustaf Gründgens. En 1966 cambió al Städtische Bühnen de Fráncfort del Meno, actuando después como artista independiente. Uno de sus papeles más destacados lo interpretó en la obra en dialecto Datterich, de Ernst Elias Niebergall, que representó en el Schauspiel de Fráncfort y que fue adaptada en 1963 por la Hessischer Rundfunk.
Sin embargo, en la década de 1950 ganó fama gracias a su trabajo cinematográfico, con películas como Des Teufels General (1955) y Der Hauptmann von Köpenick (1956). Además, en los años 1960 fue uno de los actores televisivos más populares de su país, gracias a papeles como el de Kurt Scholz en la serie Die Unverbesserlichen (con Inge Meysel, 1965–1971) y el de Jacobsen en Salto Mortale (con Gustav Knuth, 1969–1972). Su última actuación televisiva fue en directo el 2 de octubre de 1971, en Bremen, 13 días antes de fallecer. Participaba en el episodio 21 del programa de la ARD Rudi Carrell Show.
Offenbach también trabajó para la radio, incluso como director. En 1964 produjo la emisión Der Schut, en la cual también actuó, siendo acompañado por Charles Brauer. Otra de sus emisiones más destacadas fue Die Schatzinsel, radiada en 1962.
En su faceta de actor de doblaje, prestó voz a Kenneth Connor (Carry on Sergeant), Cyril Cusack (Eine Braut in jeder Straße), David Kossoff (Svengali) y H. B. Warner (Qué bello es vivir).
Joseph Offenbach falleció en Darmstadt, Alemania, en 1971, a causa de un infarto agudo de miocardio. Fue enterrado en el Cementerio Alter Friedhof de Darmstadt (tumba: I H 58). Había estado casado con Maria Eckerlein.

## Filmografía (selección)
- 1942 : Einmal der liebe Herrgott sein
- 1942 : Der Hochtourist
- 1943 : Die keusche Sünderin
- 1943 : Tonelli
- 1943 : Reise in die Vergangenheit
- 1943 : Peterle
- 1943 : Der unendliche Weg
- 1944 : Orient-Express
- 1944 : Es lebe die Liebe
- 1944 : Der Täter ist unter uns
- 1945 : Dreimal Komödie
- 1945 : Wo ist Herr Belling?
- 1947 : Geld ins Haus
- 1949 : Der Bagnosträfling
- 1949 : Der blaue Strohhut
- 1949 : Hafenmelodie
- 1949 : Die letzte Nacht
- 1949 : Kätchen für alles
- 1949 : Derby
- 1949 : Schicksal aus zweiter Hand
- 1950 : Vom Teufel gejagt
- 1950 : Der Mann, der zweimal leben wollte
- 1950 : Des Lebens Überfluß
- 1950 : Der Schatten des Herrn Monitor
- 1950 : Der Mann, der sich selber sucht
- 1951 : Sensation in San Remo
- 1951 : Hilfe, ich bin unsichtbar!
- 1951 : Weh’ dem, der liebt!
- 1951 : Schön muß man sein
- 1952 : Tanzende Sterne
- 1952 : Die Diebin von Bagdad
- 1952 : Ich warte auf Dich
- 1952 : Die Stimme des Anderen
- 1953 : Blume von Hawaii
- 1953 : Das singende Hotel
- 1953 : Keine Angst vor großen Tieren
- 1954 : Tanz in der Sonne
- 1954 : Canaris
- 1954 : Keine Angst vor Schwiegermüttern
- 1954 : Geld aus der Luft
- 1955 : Banditen der Autobahn
- 1955 : Der falsche Adam
- 1955 : Des Teufels General
- 1955 : Oh – diese „lieben“ Verwandten
- 1955 : Himmel ohne Sterne
- 1955 : Die Toteninsel
- 1955 : Der doppelte Ehemann
- 1955 : Ingrid – Die Geschichte eines Fotomodells
- 1955 : In Hamburg sind die Nächte lang
- 1956 : El capitán de Köpenick
- 1956 : Skandal um Dr. Vlimmen
- 1956 : Mädchen mit schwachem Gedächtnis
- 1956 : Der Meineidbauer
- 1956 : Nacht der Entscheidung
- 1956 : Die Trapp-Familie
- 1957 : Königin Luise
- 1957 : Der müde Theodor
- 1957 : Monpti
- 1957 : Nachts im Grünen Kakadu
- 1957 : Robinson soll nicht sterben
- 1957 : Immer wenn der Tag beginnt
- 1958 : Das Mädchen vom Moorhof
- 1958 : 13 kleine Esel und der Sonnenhof
- 1958 : Unruhige Nacht
- 1958 : Bühne frei für Marika
- 1958 : Der Datterich (telefilm)
- 1958 : Der Mann im Strom
- 1958 : Der Schinderhannes
- 1958 : Der Dank der Unterwelt (telefilm)
- 1959 : Frau im besten Mannesalter
- 1959 : Verbrechen nach Schulschluß
- 1959 : Buddenbrooks – 1. Teil
- 1959 : Die Stimme aus dem Hut (telefilm)
- 1960 : Mit 17 weint man nicht
- 1960 : Die Brücke des Schicksals
- 1960 : Der Geizige (telefilm)
- 1960 : Hauptmann, deine Sterne
- 1960 : Himmel, Amor und Zwirn
- 1960 : La embajadora
- 1961 : Bei Pichler stimmt die Kasse nicht
- 1961 : Der Lügner
- 1961 : Freddy und der Millionär
- 1961 : Zwei unter Millionen
- 1961 : Der Fälscher von London
- 1961 : Unser Haus in Kamerun
- 1961 : Via Mala
- 1961 : Die toten Augen von London
- 1962/1963 : Die merkwürdigen Erlebnisse des Hansjürgen Weidlich (serie TV)
- 1963 : Die erste Lehre (telefilm)
- 1963 : Der Datterich (telefilm)
- 1963 : Durchbruch Lok 234
- 1963 : Die Belagerung der Josephine (telefilm)
- 1963 : Heimweh nach St. Pauli
- 1964 : Don Gil von den grünen Hosen (telefilm)
- 1964 : Verdammt zur Sünde
- 1964 : Freddy, Tiere, Sensationen
- 1965 : Die Unverbesserlichen (serieTV)
- 1965 : Ankunft bei Nacht (telefilm)
- 1965 : Der Raub der Sabinerinnen (telefilm)
- 1966 : 4 Schlüssel
- 1966 : Das Kriminalmuseum (serie TV), episodio Der Barockengel
- 1966 : Die Unverbesserlichen (serie TV), episodio Nichts dazugelernt
- 1967 : Jungfrau aus zweiter Hand
- 1967 : Der Revisor (telefilm)
- 1967 : Die Unverbesserlichen (serie TV), episodio und ihr Optimismus
- 1968 : Die Unverbesserlichen (serie TV), episodio und ihre Sorgen
- 1969–1972 : Salto Mortale (serie TV)
- 1969 : Die Unverbesserlichen (serie TV), episodio und ihre Menschenkenntnis
- 1969 : Bleibe lasse (telefilm)
- 1969 : Christoph Kolumbus oder Die Entdeckung Amerikas (telefilm)
- 1970 : Unter den Dächern von St. Pauli
- 1970 : Die Unverbesserlichen (serie TV), episodio und die Liebe
- 1971 : Der Kommissar (serie TV), episodio Der Tote von Zimmer 17
- 1971 : Die Unverbesserlichen (serie TV), episodio und ihr Stolz
- 1971 : Kein Geldschrank geht von selber auf (telefilm)
- 1971 : Dem Täter auf der Spur (serie TV), episodio Flugstunde
- 1971 : Der Kapitän

## Radio (selección)
- 1947 : Traugottchen und Tanzbein, dirección de Hans Quest
- 1947 : Wenn wir wollen, dirección de Ludwig Cremer
- 1947 : Elga, dirección de Hans Quest
- 1947 : Mariechen von Nijmwegen, dirección de Theodor Haerten
- 1947 : Der Friede, dirección de Hans Deppe
- 1947 : Der Kreidekreis, dirección de Hans Quest
- 1947 : So kann's nicht weitergehen, dirección de Gottfried Lange
- 1947 : Galileo Galilei, dirección de Ludwig Cremer
- 1947 : Das Jahr 1948 findet nicht statt, dirección de Erik Ode
- 1948 : Die Brücke von San Luis Rey, dirección de Gustav Burmester
- 1948 : Der Zimmerherr, dirección de Erik Ode
- 1948 : Oedipus, dirección de Ludwig Cremer
- 1948 : Reineke Fuchs, dirección de Ludwig Cremer
- 1948 : Wer Wind sät, dirección de Erik Ode
- 1948 : Antonius und Cleopatra, dirección de Fritz Wendhausen
- 1948 : Leonce und Lena, dirección de Hans Quest
- 1948 : Bigamie, dirección de Gustav Burmester
- 1949 : Zurück zu Methusalem, dirección de Günter Rennert
- 1949 : Goethe erzählt sein Leben, 9. Teil, dirección de Mathias Wieman
- 1949 : Dr. Jekyll und Mr. Hyde, dirección de Gustav Burmester
- 1949 : Wem die Stunde schlägt, dirección de Karlheinz Schilling
- 1949 : Die silbernen Augen, dirección de Gustav Burmester
- 1949 : Nach Damaskus, dirección de Ulrich Erfurth
- 1949 : Das Obergrunder Weihnachtsspiel, dirección de Fritz Schröder-Jahn
- 1950 : Die wundertätigen Bettler, dirección de Gustav Burmester
- 1950 : General Frédéric, dirección de Kurt Reiss
- 1950 : De Schapschur, dirección de Hans Freundt
- 1950 : Götter, Gräber und Gelehrte (1ª parte: Der Faden der Ariadne), dirección de Gustav Burmester
- 1950 : Die trostlose Tugend, dirección de Kurt Reiss
- 1950 : Der Sachbearbeiter im Himmel, dirección de Heinrich Ockel
- 1951 : Mordmelodie, dirección de Otto Kurth
- 1951 : Die Dame ist nicht fürs Feuer, dirección de Heinrich Koch
- 1951 : Das Obergrunder Paradiesspiel, dirección de Detlof Krüger
- 1951 : Die Glücksritter oder Fortuna her zu mir, dirección de Gustav Burmester
- 1951 : Der Teufel fährt im D-Zug mit, dirección de Fritz Schröder-Jahn
- 1951 : Das Leben des Walzerkönigs, dirección de Kurt Meister
- 1951 : Die Tür des Sire de Maletroit, dirección de Hans Rosenhauer
- 1951 : Merlette, dirección de Kurt Reiss
- 1951 : Seltsames Verhör, dirección de Fritz Schröder-Jahn
- 1951 : Emilia Galotti, dirección de Otto Kurth
- 1951 : Geschichte Gottfriedens von Berlichingen mit der eisernen Hand, dirección de Hans Lietzau
- 1951 : Amerigo schwieg, dirección de Fritz Schröder-Jahn
- 1952 : Pole Poppenspäler, dirección de Werner Perrey
- 1952 : Der Seelengreifer, dirección de Hans Rosenhauer
- 1952 : Karussell zu verkaufen, dirección de Helmut Käutner
- 1952 : Gerlach präsentiert die Rechnung, dirección de Curt Goetz-Pflug
- 1952 : Das kommt nicht wieder!, dirección de Hans Freundt
- 1952 : Meine Nichte Susanne, dirección de Carl-Heinz Schroth
- 1952 : Das große Uhrwerk, dirección de Fritz Schröder-Jahn
- 1952 : John Every oder Wieviel ist der Mensch wert?, dirección de Kurt Reiss
- 1952 : Die Steuererklärung, dirección de Gustav Burmester
- 1953 : Begegnung im Balkanexpreß, dirección de Gert Westphal
- 1953 : Das Schiff Esperanza, dirección de Otto Kurth
- 1953 : Die Brautschau, dirección de Jöns Andersson
- 1953 : Das Gericht zieht sich zur Beratung zurück, episodio Das Gewehr auf dem Schrank, dirección de Gerd Fricke
- 1953 : Sonntagsschule für Negerkinder, dirección de Fritz Schröder-Jahn
- 1953 : Das Gericht zieht sich zur Beratung zurück, episodio Kindesentführung, dirección de Gerd Fricke
- 1953 : Die Grasharfe, dirección de Fritz Schröder-Jahn
- 1954 : Die Suche nach dem Kaiser der Welt. Fünf Hörszenen, dirección de Detlof Krüger
- 1954 : Meine Frau wohnt nebenan, dirección de Erik Ode
- 1954 : Das Jahr Lazertis, dirección de Fritz Schröder-Jahn
- 1954 : Die Stiefsöhne der schönen Helena, dirección de Irmfried Wilimzig
- 1954 : Rip van Winkle, dirección de Gert Westphal
- 1954 : Des weißen Mannes Bürde, dirección de Hans Rosenhauer
- 1954 : Das Protokoll des Pilatus, dirección de Walter Knaus
- 1954 : Das Gericht zieht sich zur Beratung zurück, episodio Männertreu postlagernd, dirección de Gerd Fricke
- 1954 : Ein Engel kommt nach Babylon, dirección de Raoul Wolfgang Schnell
- 1954 : Partisanen, dirección de Hans Lietzau
- 1954 : Herkules und der Augiasstall, dirección de Gert Westphal
- 1955 : Der Freund des Mr. Lowden, dirección de Gert Westphal
- 1955 : Marcos Millionen, dirección de Ludwig Cremer
- 1955 : Drei Damen im Schrank, dirección de Kurt Reiss
- 1955 : Der Staatssekretär und sein Steckenpferd, dirección de Mathias Neumann
- 1955 : Atome für Millionen, dirección de Edward Rothe
- 1955 : Fassaden, dirección de Gustav Burmester
- 1955 : Advent 200 km östlich Kiew, dirección de Gerlach Fiedler
- 1956 : Die Panne, dirección de Gustav Burmester
- 1956 : Der Motorroller, dirección de Gustav Burmester
- 1956 : An den Ufern der Plotinitza, dirección de Fritz Schröder-Jahn
- 1956 : Melusine, dirección de Ludwig Cremer
- 1956 : Piazza San Gaetano oder Wunder und Wirklichkeit, dirección de Fritz Schröder-Jahn
- 1956 : In einem Garten in Aviano, dirección de Gert Westphal
- 1957 : Egmont, dirección de Heinz-Günter Stamm
- 1957 : Die Wölfe, dirección de Walter Ohm
- 1957 : Die Ballade vom halben Jahrhundert, dirección de Heinz-Günter Stamm
- 1957 : Menschliche Komödie (1), dirección de Heinz-Günter Stamm
- 1957 : Die Göttliche Komödie des Dante Alighieri – Die Hölle, dirección de Otto Kurth
- 1957 : Die Göttliche Komödie des Dante Alighieri – Das Fegefeuer (1), dirección de Otto Kurth
- 1957 : Die Göttliche Komödie des Dante Alighieri – Das Fegefeuer (2), dirección de Otto Kurth
- 1957 : Die Straße, dirección de Helmut Brennicke
- 1957 : Der Besuch der alten Dame, dirección de Walter Ohm
- 1957 : Das Verhör des Lukullus, dirección de Walter Ohm
- 1957 : Lili, dirección de Fränze Roloff
- 1957 : Hotel Paradiso, dirección de Ulrich Lauterbach
- 1958 : Hört, da kräht der Kasimir, dirección de Kurt Reiss
- 1958 : Verwehte Spuren, dirección de Gustav Burmester
- 1958 : Festianus, Märtyrer, dirección de Gustav Burmester
- 1958 : Die Saline, dirección de Fritz Schröder-Jahn
- 1958 : Der vierte Heilige Dreikönig, dirección de Gustav Burmester
- 1959 : Der Prozeß der Jeanne d’Arc zu Rouen, dirección de Hans Lietzau
- 1959 : Spionage, episodio Der Spion von Albrechtshof, dirección de S. O. Wagner
- 1959 : Die Schönste im ganzen Land, dirección de Gerlach Fiedler
- 1959 : Alkestis, dirección de Kurt Reiss
- 1959 : Die Reisenden, dirección de Gustav Burmester
- 1959 : Die Jagd nach dem Täter, episodio Die Schlinge, dirección de S. O. Wagner
- 1959 : Gestatten, mein Name ist Cox, episodio Mord auf Gepäckschein 3311, dirección de S. O. Wagner
- 1959 : Aufgabe von Siena, dirección de Kurt Reiss
- 1959 : Die Jagd nach dem Täter, episodio Schüsse im Jagen 45, dirección de S. O. Wagner
- 1959 : Die Jagd nach dem Täter, episodio Die Affenmaske, dirección de S. O. Wagner
- 1959 : Polen, dirección de Kurt Reiss
- 1959 : Die Räuber von Kardemomme, dirección de Kurt Reiss
- 1959 : Friedensvertrag, dirección de Ludwig Cremer
- 1960 : Der Drachenkopf, dirección de Edward Rothe
- 1960 : Abenteuer der Zukunft, episodio Der Turm der Winde, dirección de S. O. Wagner
- 1960 : Die Jagd nach dem Täter, episodio Panik in Pearson, dirección de Gerda von Uslar
- 1960 : Fingerspitzengefühl, dirección de Armas Sten Fühler
- 1960 : Gericht in Potenza, dirección de Gustav Burmester
- 1961 : Die Jagd nach dem Täter, episodio Die Gitarre, dirección de S. O. Wagner
- 1961 : Requiem für einen großen Kapitän, dirección de Joachim Hoene
- 1961 : Das Spiel geht weiter, dirección de Gerlach Fiedler
- 1962 : Das Verhör des Lukullus, dirección de Rudolf Noelte
- 1962 : Die Schatzinsel, dirección de Otto Kurth
- 1962–1965 : Bei uns deheim, dirección de Robert Stromberger
- 1963 : Das Obdach, dirección de Fritz Schröder-Jahn
- 1963 : Der Entartete, dirección de Hans Lietzau
- 1964 : Ein Gutshaus in Irland, dirección de Hans Bernd Müller
- 1964 : Das Eis von Cape Sabine, dirección de Wolfgang Weyrauch
- 1964 : Die Sprechstunde, dirección de Paul Pörtner
- 1965 : Orangenblüten, dirección de Gert Westphal
- 1965 : Aufstand der Fahrräder, dirección de Fritz Schröder-Jahn
- 1971 : Vorstellungen während der Frühstückspause, dirección de Wolfram Rosemann